# Trichocephalida
Trichocephalida (von altgr. thrix ‚Haar‘ und kephalē ‚Kopf‘; in anderen Klassifikationen auch als Trichinellida oder Trichurida bezeichnet) sind eine Ordnung der Fadenwürmer. Charakteristisches Merkmal der Trichocephalida ist das Stichosom, eine Bildung aus großen Drüsenzellen (Stichozyten) in der Ösophaguswand. Beide Geschlechter besitzen nur eine Gonade. Männchen haben nur ein oder gar kein Spiculum. Die Eier haben zwei Polpfröpfe.

## Systematik
Die Trichocephalida enthalten nur eine Unterordnung, die Trichinellina, und diese wiederum nur eine Überfamilie, die Trichinelloidea. Letztere enthält fünf Familien, sieben Unterfamilien und 37 Gattungen unterteilt:
- Capillariidae Railliet, 1915
  - Unterfamilie Capillariinae Railliet, 1915
- Cystoopsidae Skrjabin, 1923
  - Cystoopsinae Skrjabin, 1923
  - Dioctowittinae Chabaud & Le-Van-Hoa, 1960
- Trichinellidae Ward, 1907
  - Trichinellinae Ward, 1907
- Trichosomoididae Hall, 1916
  - Anatrichosomatinae Smith & Chitwood, 1954
  - Trichosomoidinae Hall, 1916
- Trichuridae Ransom, 1911 (Railliet, 1915) 
  - Trichurinae Ransom, 1911

Von medizinischer Bedeutung sind vor allem drei Gattungen: Haarwürmer, Peitschenwürmer und Trichinen.